# قنفذية ناعمة
القنفذية الناعمة نوع نباتي يتبع جنس القنفذية من الفصيلة النجمية.

## البيئة والانتشار
تنتشر في جنوب شرق الولايات المتحدة.

## الوصف النباتي
نبات عشبي معمر.